# Великомидська сільська рада
Великомидська сільська́ ра́да — орган місцевого самоврядування в Костопільському районі Рівненської області. Адміністративний центр — село Великий Мидськ.

## Загальні відомості
- Великомидська сільська рада утворена в 1939 році.
- Територія ради: 75,27 км²
- Населення ради: 911 особа (станом на 2001 рік)
- Територією ради протікає річка Мельниця.

## Населені пункти
Сільській раді підпорядковані населені пункти:
- с. Великий Мидськ

## Склад ради
Рада складається з 12 депутатів та голови.
- Голова ради: Ступницька Олена Миколаївна
- Секретар ради: Новак Раїса Миколаївна

### Керівний склад попередніх скликань
| Прізвище, ім'я, по батькові | Основні відомості                                                               | Дата обрання | Дата звільнення |
| --------------------------- | ------------------------------------------------------------------------------- | ------------ | --------------- |
| Ромашко Григорій Васильович | Сільський голова, 1947 року народження                                          | 26.03.2006   | 22.01.2007      |
| Ступницька Марія Василівна  | Сільський голова, 1958 року народження, позапартійна                            | 17.06.2007   | 31.10.2010      |
| Ступницька Олена Миколаївна | Сільський голова, 1971 року народження, освіта середня спеціальна, позапартійна | 31.10.2010   |                 |

Примітка: таблиця складена за даними сайту Верховної Ради України